# Gunnar Hede
Gunnar Hede var även pseudonym för Carl Hedegård
John Gunnar Roland Hede, född 8 januari 1928 i Stockholm, död där 23 oktober 1975, var en svensk arkitekt.
Hede, som var son till kamrer Gustaf Anton Hede och Ebba Debora Dunér, avlade studentexamen vid Bromma läroverk 1947 och utexaminerades från Kungliga Tekniska högskolan 1960. Han praktiserade vid bland annat Ostermans Aero AB och olika byggnadsföretag och var anställd vid Hans Åkerblads arkitektkontor från 1951 till sin bortgång. Han var sekreterare i A-gruppen (arbetade för Statens råd för byggnadsforskning) från 1958.